# 陳元卿
陳元卿（1583年—1625年），字善長，號石龍，福建承宣布政使司福州府閩縣（今福建省福州市），明朝政治人物。
万历四十一年（1613年）癸丑科进士，授戶部主事，歷大同知府，抵御蒙古入侵，后升任廣東副使，因病卒於官。